# Authentifizierungsserver
Ein Authentifizierungsserver enthält eine Datenbank mit Benutzer-IDs, Kennwörtern und anderen Informationen wie beispielsweise IP-Adressen und zulässigen Diensten.
Er überwacht Verbindungen von Client-Systemen über ein Rechnernetz. Kennwörter werden nicht im Klartext gespeichert, es wird nur ihr Bild unter einer Einwegfunktion, etwa Message Digest Algorithm 5 (MD5) bei Windows-Systeme oder Crypt (ein Data-Encryption-Standard-Verfahren) bei Unix, gespeichert. Wenn ein Benutzer versucht, sich an einer Einheit anzumelden, die einen Authentifizierungsserver zur Auswertung der Anmeldedaten einsetzt, verschlüsselt diese Einheit Benutzer-ID und Kennwort als Datei und sendet sie zur Prüfung an den Authentifizierungsserver. Dieser vergleicht mit dem hinterlegten Kennwort. Bei Übereinstimmung werden die gespeicherten Daten des geprüften Benutzers freigegeben. Der Nachteil von Authentifizierungsservern besteht darin, dass diese nur mit Systemen zusammenarbeiten, die den Server durchsuchen, wenn sich ein Benutzer anmeldet.
Zu Authentifizierungsservern gehören beispielsweise Windows Domain Controller, Remote Authentication Dial-In User Service (RADIUS) oder Extended Single Sign-on (XSSO).